# Campeonato Mundial de Natação em Piscina Curta de 2010 - 100 m peito feminino
A prova dos 100 metros nado peito feminino do Campeonato Mundial de Natação em Piscina Curta de 2010 foi disputado entre 17 e 18 de dezembro em Dubai nos Emirados Árabes Unidos.

## Recordes
Antes desta competição, os recordes mundiais e do campeonato nesta prova eram os seguintes:
|    | Nome          | Nacionalidade  | Tempo (minuto) | Local      | Data                   |
| -- | ------------- | -------------- | -------------- | ---------- | ---------------------- |
| WR | Rebecca Soni  | Estados Unidos | 1:02.70        | Manchester | 19 de dezembro de 2009 |
| CR | Jessica Hardy | Estados Unidos | 1:04.22        | Manchester | 2008                   |

## Medalhistas
| Ouro               | Prata              | Bronze          |
| Rebecca Soni (USA) | Leisel Jones (AUS) | Ji Liping (CHN) |

## Resultados

### Eliminatórias
As eliminatórias ocorreram dia 17 de dezembro. Dezesseis atletas num total de 55 se classificaram  para a semifinal.
| Colocação | Bateria | Raia | Nome                                   | Tempo   | Notas |
| --------- | ------- | ---- | -------------------------------------- | ------- | ----- |
| 1         | 7       | 4    | Rebecca Soni (USA)                     | 1:04.64 | Q     |
| 2         | 1       | 7    | Ji Liping (CHN)                        | 1:05.32 | Q     |
| 3         | 6       | 4    | Leisel Jones (AUS)                     | 1:05.36 | Q     |
| 4         | 5       | 5    | Yuliya Yefimova (RUS)                  | 1:05.68 | Q     |
| 5         | 7       | 5    | Moniek Nijhuis (NED)                   | 1:05.75 | Q     |
| 6         | 7       | 3    | Jennie Johansson (SWE)                 | 1:05.79 | Q     |
| 7         | 5       | 4    | Rikke Pedersen (DEN)                   | 1:05.84 | Q     |
| 8         | 6       | 6    | Sarah Katsoulis (AUS)                  | 1:06.01 | Q     |
| 9         | 6       | 3    | Joline Höstman (SWE)                   | 1:06.14 | Q     |
| 10        | 5       | 3    | Micah Lawrence (USA)                   | 1:06.53 | Q     |
| 11        | 3       | 4    | Alia Atkinson (JAM)                    | 1:06.77 | Q     |
| 11        | 6       | 1    | Mina Matsushima (JPN)                  | 1:06.77 | Q     |
| 13        | 5       | 7    | Martha McCabe (CAN)                    | 1:06.80 | Q     |
| 14        | 5       | 6    | Daria Deyeva (RUS)                     | 1:06.83 | Q     |
| 15        | 6       | 2    | Chen Huijia (CHN)                      | 1:07.18 | Q     |
| 16        | 4       | 4    | Hrafnhildur Luthersdottir (ISL)        | 1:07.26 | Q     |
| 17        | 7       | 7    | Annamay Pierse (CAN)                   | 1:07.45 |       |
| 18        | 6       | 7    | Petra Chocová (CZE)                    | 1:07.65 |       |
| 19        | 5       | 2    | Chiara Boggiatto (ITA)                 | 1:07.69 |       |
| 20        | 6       | 5    | Katharina Stiberg (NOR)                | 1:07.78 |       |
| 21        | 4       | 6    | Caroline Reitshammer (AUT)             | 1:08.40 |       |
| 22        | 6       | 8    | Agustina de Giovanni (ARG)             | 1:08.60 |       |
| 23        | 4       | 5    | Dilara Buse Gunaydin (TUR)             | 1:08.74 |       |
| 23        | 7       | 2    | Rie Kaneto (JPN)                       | 1:08.74 |       |
| 25        | 5       | 8    | Stéphanie Spahn (SUI)                  | 1:09.02 |       |
| 26        | 5       | 1    | Tatiane Sakemi (BRA)                   | 1:09.03 |       |
| 27        | 7       | 6    | Kong Yvette Man Yi (HKG)               | 1:09.08 |       |
| 28        | 7       | 1    | Jane Trepp (EST)                       | 1:09.12 |       |
| 29        | 4       | 3    | Tjasa Vozel (SLO)                      | 1:09.36 |       |
| 30        | 4       | 1    | Sara Nordenstam (NOR)                  | 1:09.52 |       |
| 31        | 3       | 5    | Katheryn Anne Meaklim (RSA)            | 1:10.02 |       |
| 32        | 7       | 8    | Sarra Lajnef (TUN)                     | 1:10.07 |       |
| 33        | 4       | 2    | Chen I-Chuan (TPE)                     | 1:10.56 |       |
| 34        | 3       | 1    | Anastasia Christoforou (CYP)           | 1:10.57 |       |
| 35        | 3       | 2    | Daniela Victoria (VEN)                 | 1:10.85 |       |
| 36        | 3       | 6    | Aurelie Waltzing (LUX)                 | 1:11.22 |       |
| 37        | 4       | 8    | Danielle Beaudrun (LCA)                | 1:11.39 |       |
| 38        | 3       | 7    | Lei On Kei (MAC)                       | 1:11.54 |       |
| 39        | 1       | 1    | Sin Jin Hui (PRK)                      | 1:13.10 |       |
| 40        | 3       | 8    | Daniela Lindemeier (NAM)               | 1:13.44 |       |
| 41        | 4       | 7    | Pham Thi Hue (VIE)                     | 1:13.45 |       |
| 42        | 2       | 7    | Patricia Quevedo (PER)                 | 1:14.50 |       |
| 43        | 2       | 4    | Melinda Sue Micallef (MLT)             | 1:15.63 |       |
| 44        | 2       | 5    | Elodie Poo Cheong (MRI)                | 1:16.80 |       |
| 45        | 2       | 3    | Pilar Shimizu (GUM)                    | 1:18.36 |       |
| 46        | 2       | 6    | Rachael Tonjor (NGR)                   | 1:18.76 |       |
| 47        | 2       | 8    | Amanda Liew (BRU)                      | 1:19.71 |       |
| 48        | 2       | 2    | Miss Mahfuza Khatun Khatun (BAN)       | 1:19.75 |       |
| 49        | 1       | 3    | Patricia Cani (ALB)                    | 1:20.42 |       |
| 50        | 1       | 6    | Jamila Lunkuse (UGA)                   | 1:20.68 |       |
| 51        | 2       | 1    | Anum Bandey (PAK)                      | 1:21.01 |       |
| 52        | 1       | 4    | Sehar Saleh (KEN)                      | 1:24.37 |       |
| 53        | 1       | 6    | Sonia Cege (KEN)                       | 1:25.05 |       |
| 54        | 1       | 2    | Chaemel Morgane Faosite Sogbadji (BEN) | 1:41.01 |       |
| -         | 3       | 3    | Sara El Bekri (MAR)                    | DSQ     |       |

### Semifinal
A semifinal  ocorreu dia 17 de dezembro. Oito atletas se classificaram para a final. 
Semifinal 1
| Colocação | Raia | Nome                            | Tempo   | Notas |
| --------- | ---- | ------------------------------- | ------- | ----- |
| 1         | 4    | Ji Liping (CHN)                 | 1:04.78 | Q     |
| 2         | 5    | Yuliya Yefimova (RUS)           | 1:05.22 | Q     |
| 3         | 6    | Sarah Katsoulis (AUS)           | 1:05.60 | Q     |
| 4         | 3    | Jennie Johansson (SWE)          | 1:05.71 | Q     |
| 5         | 7    | Mina Matsushima (JPN)           | 1:06.45 |       |
| 6         | 1    | Daria Deyeva (RUS)              | 1:06.56 |       |
| 7         | 2    | Micah Lawrence (USA)            | 1:07.21 |       |
| 8         | 8    | Hrafnhildur Luthersdottir (ISL) | 1:07.30 |       |

Semifinal 2
| Colocação | Raia | Nome                 | Tempo   | Notas |
| --------- | ---- | -------------------- | ------- | ----- |
| 1         | 4    | Rebecca Soni (USA)   | 1:04.17 | Q, CR |
| 2         | 5    | Leisel Jones (AUS)   | 1:04.75 | Q     |
| 3         | 6    | Rikke Pedersen (DEN) | 1:05.33 | Q     |
| 4         | 3    | Moniek Nijhuis (NED) | 1:05.92 | Q     |
| 5         | 7    | Alia Atkinson (JAM)  | 1:06.05 |       |
| 6         | 2    | Joline Höstman (SWE) | 1:06.13 |       |
| 7         | 8    | Chen Huijia (CHN)    | 1:06.66 |       |
| 8         | 1    | Martha McCabe (CAN)  | 1:06.77 |       |

### Final
A final teve sua disputa realizada em 18 de dezembro.</ref> the final on 18 December.
| Colocação         | Raia | Nome                   | Tempo   | Notas |
| ----------------- | ---- | ---------------------- | ------- | ----- |
| Medalha de ouro   | 4    | Rebecca Soni (USA)     | 1:03.98 | CR    |
| Medalha de prata  | 5    | Leisel Jones (AUS)     | 1:04.26 |       |
| Medalha de bronze | 3    | Ji Liping (CHN)        | 1:04.79 |       |
| 4                 | 2    | Rikke Pedersen (DEN)   | 1:04.80 |       |
| 5                 | 1    | Jennie Johansson (SWE) | 1:05.31 |       |
| 6                 | 7    | Sarah Katsoulis (AUS)  | 1:05.43 |       |
| 7                 | 6    | Yuliya Yefimova (RUS)  | 1:05.50 |       |
| 8                 | 8    | Moniek Nijhuis (NED)   | 1:05.99 |       |

Legenda
| Recorde mundial       | Recorde mundial (World record)               |                       | Recorde africano                      | Recorde africano (African) |                                           | Q | Classificado por posição (Qualified) |
| Recorde do campeonato | Recorde do campeonato (Championship record)  | Recorde da América    | Recorde da América (Americas)         | q                          | Classificado por melhor tempo (Qualified) |   |                                      |
| Melhor marca do ano   | Melhor marca do ano (World leading)          | Recorde asiático      | Recorde asiático (Asian)              | DNS                        | Não largou (Did not start)                |   |                                      |
| Recorde nacional      | Recorde nacional (National record)           | Recorde europeu       | Recorde europeu (European)            | DNF                        | Não terminou (Did not finish)             |   |                                      |
| Recorde pessoal       | Recorde pessoal do atleta (Personal best)    | Recorde da Oceania    | Recorde da Oceania (Oceania)          | DSQ / DQ                   | Desclassificado (Disqualified)            |   |                                      |
| Recorde da temporada  | Recorde da temporada do atleta (Season best) | Recorde sul-americano | Recorde sul-americano (South America) | NM                         | Sem marca (No mark)                       |   |                                      |